# 东管头天主堂
东管头天主堂，全名天主教北京教区东管头天主全能堂，位于北京市丰台区卢沟桥地区东管头村，隶属天主教北京教区。

## 简介
东管头天主堂位于丰台区东管头村。1904年始建。1958年后，该教堂停止宗教活动，成为当地一所小学的教室及教师宿舍。文革以后另作它用。1985年，落实宗教政策，该教堂归还教会。1986年，该教堂恢复宗教活动。当地约有500位天主教教友，北京教区派来的神父在每个主日来该教堂送弥撒。1991年，教堂拆除，在教堂原址建起一座新教堂。新教堂长20米、宽8米。1992年12月8日，北京教区傅铁山主教为新教堂主持开堂典礼，定名“天主全能堂”。新教堂的建筑风格非常独特，正立面的比例很匀称，两边上翘似欲飞。

## 主任司铎
……
- 韩斌国神父（1995年10月—1999年11月）

……
- 张继雄神父（2011年2月—2016年）
- 张继恒神父（2016年3月—）[3]